# Mikroregion Colatina

Mikroregion Colatina

Mikroregion Colatina – mikroregion w brazylijskim stanie Espírito Santo należący do mezoregionu Noroeste Espírito-Santense. Ma powierzchnię 4.387,8 km²

## Gminy
- Alto Rio Novo
- Baixo Guandu
- Colatina
- Governador Lindenberg
- Marilândia
- Pancas
- São Domingos do Norte